# Laura Pfister
Laura Pfister (* 9. Januar 1995 in Nürnberg, Deutschland) ist eine deutsche Schauspielerin und Synchronsprecherin.

## Leben
Pfister wuchs in Schwabach auf und besuchte das Wolfram-von-Eschenbach-Gymnasium.
2013 übernahm sie die Titelrolle im Nürnberger Weihnachtsmusical „Christa“ und gewann bei Jugend musiziert den zweiten Platz im Bereich Pop Gesang. Von 2014 bis 2017 studierte Laura Pfister Musical an der Theaterakademie August Everding und schloss mit dem Bachelor of Arts ab. 2019/2020 machte sie an der Guildford School of Acting in Großbritannien den Master of Arts.
2017 unterschrieb sie einen Vertrag bei Stage Entertainment Germany als Swing aller weiblichen Ensemblerollen und Zweitbesetzung der beiden weiblichen Hauptrollen Lauren und Nicola im Musical Kinky Boots. Sie spielte bisher am Prinzregententheater, dem Deutschen Theater München, dem Theater Kempten, der Freilichtbühne Altusried, dem Capitol Theater in Düsseldorf, dem Stage Operettenhaus, dem Theater an der Rott in Eggenfelden und den Brüder Grimm Festspiele Hanau.
Pfister wirkte in Serien wie zum Beispiel Mushoku Tensei als Synchronsprecherin und Tomorrow, I’ll be Someone’s Girlfriend.

## Filmographie (Auswahl)
- 2019: Jacob & Wilhelm – Weltenwandler